# Вольные стрелки (Франция, XV век)

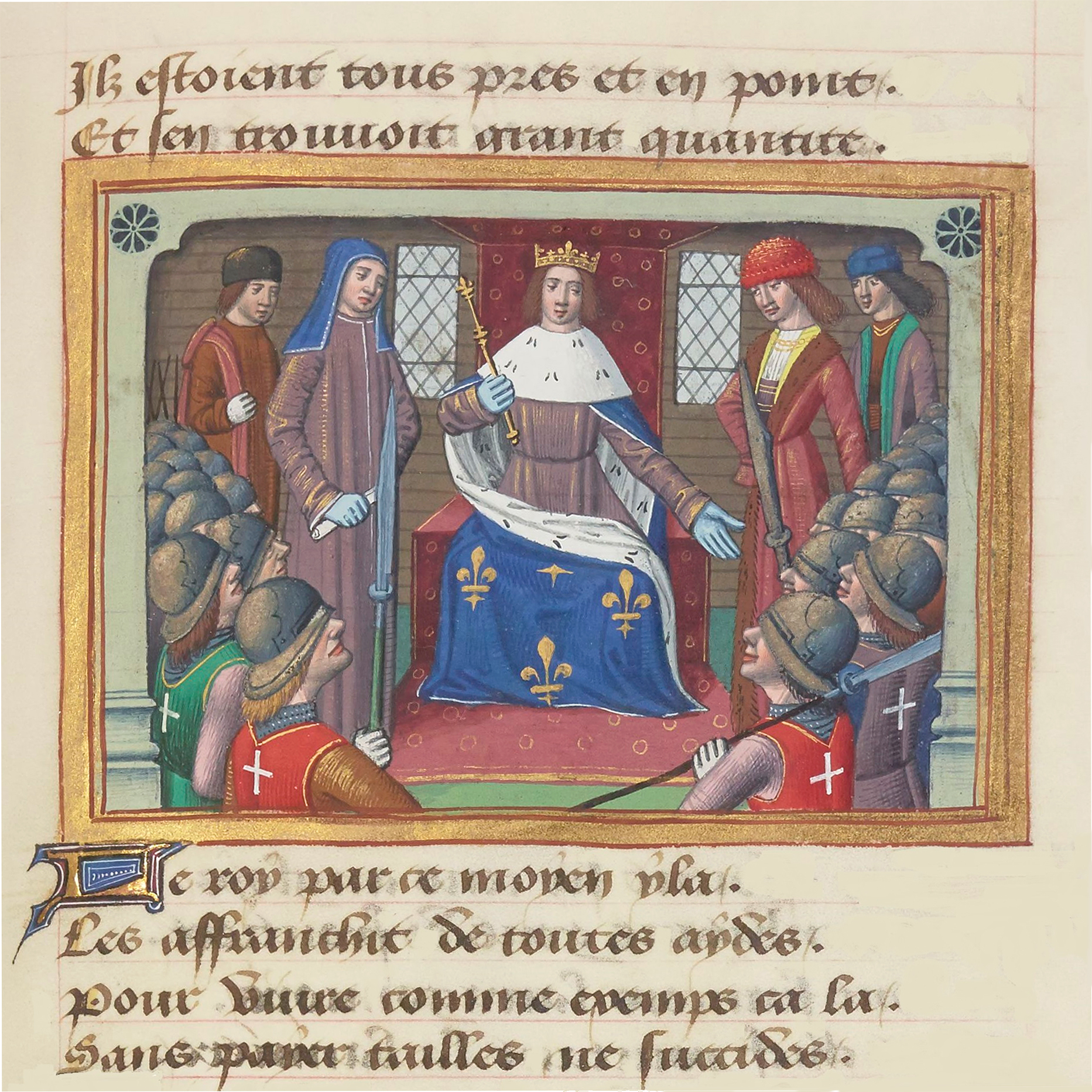
Карл VII формирует отряды вольных стрелков, иллюстрация из манускрипта Вигилии на смерть короля Карла VII

Вольные стрелки, вольные лучники (фр. Francs-tireurs, фр. Francs archiers) — воинское формирование, созданное французским королём Карлом VII в 1448 году.
Карл VII создал их как ополчение, в состав которого каждая община в 50 очагов должна была выставить вооружённого и снаряжённого стрелка из лука. Название «вольные» было им присвоено потому, что они были освобождены от всяких налогов. В 1451 году вольные стрелки были сведены в роты. 
Составленные большею частью из отбросов населения, эти формирования не имели почти никакого военного значения, а попытка Людовика XI их реорганизовать окончилась неудачей. 